# Samut Songkhram
Pour la province de Thaïlande, voir Province de Samut Songkhram.

Samut Songkhram (thaï สมุทรสงคราม) est une ville de la région Centre de la Thaïlande située à l'embouchure de la Mae Klong.

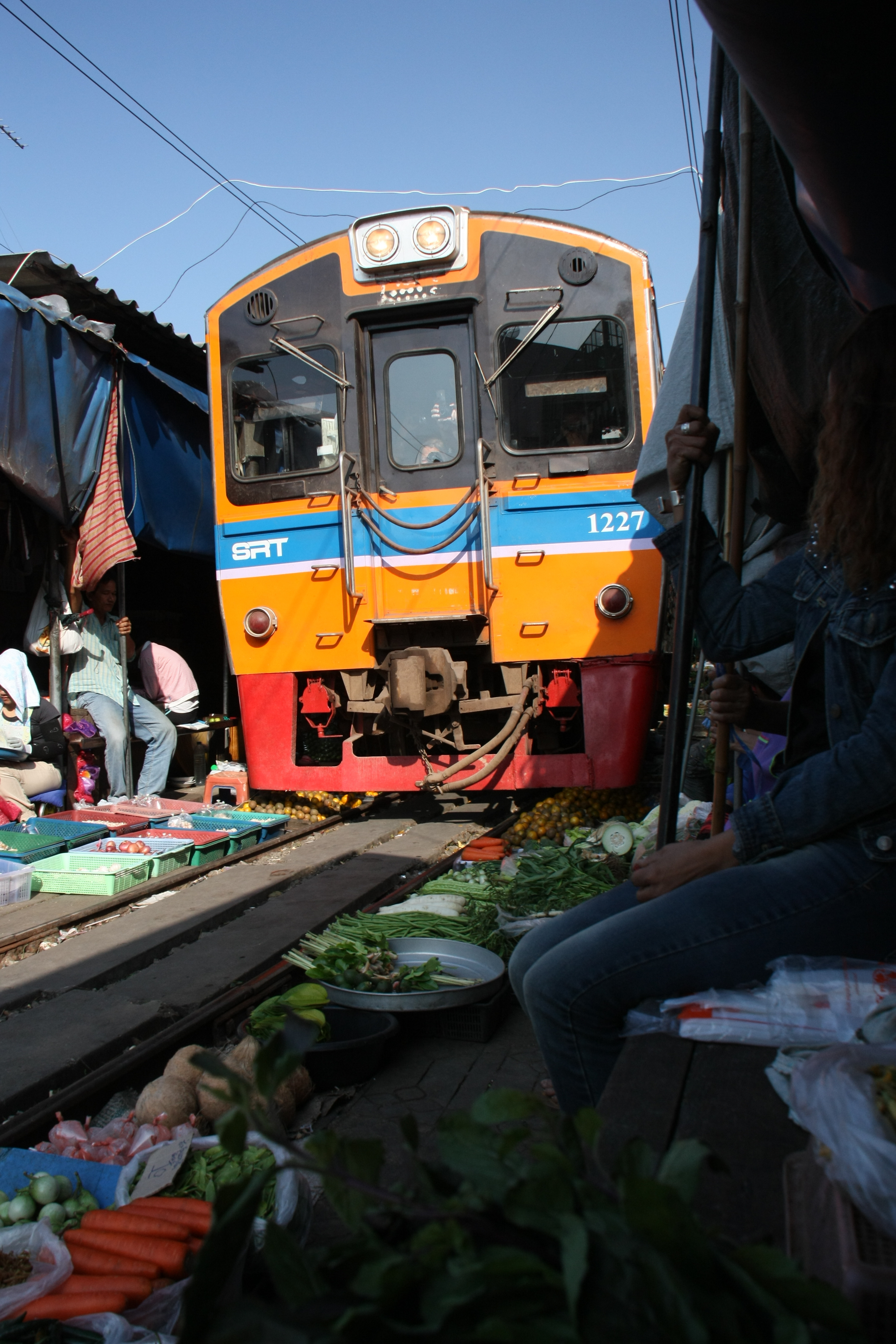
Train passant dans le marché de Samut Songkhram.

Samut Songkhram est très connu pour son marché local appelé Talat Rom Hup (thaï :ตลาดร่มหุบ) ou marché de Mae Klong : ce marché est établi pour partie sur la voie de chemin de fer de la ligne Bangkok-Samut Songkhram, ce qui force les vendeurs à retirer leur étal à chaque  passage de train et attire les touristes,.
L'actrice Jarunee Desneiges y a ouvert au début des années 2020 un centre de vacances.